# خراسانلو (ابهر)
خراسانلو، روستایی از توابع بخش مرکزی شهرستان ابهر در استان زنجان ایران است.
قدمت تشکیل روستای خراسانلو مربوط به بعد اسلام میباشد ولی در سمت شمال شرقی این روستا قلعه ای متروکه با نام حوض وجود دارد که قدمت تشکیل آن به زمان قبل اسلام و ویرانی آن به زمان مغول ها برمیگردد این قلعه از عجیبترین و بزرگترین قلعه های زمان خود بوده که از جمله موارد عجیب آن لوله کشی سفالی به داخل منازل و وجود استخر شنای اشرافی و دیگر موارد میشود اشاره کرد 
اکثر تشکیل دهنده ی افراد این روستا ،ایل مقدم هستند که اجداد آنها به خوانین مقدم در مراغه و قراباغ امروزی مربوط میشود.
و همچنین از دیگر اقوام با شهرت های رحمانی،رحمتی،احمدی،باشنگ،احدی ،اجاقی نیز در این روستا زندگی میگذرانند.
این روستا دارای مناظر زیبا و طبیعی بکری هست
و همچنین منابع و معادنی از جمله سیلیس و گرانیت و کائولن به فراوانی در آن یافت میشود و معادن فراوانی در آن مشغول فعالیت و استخراج آن ها میباشد
از جمله قلعه های دیگر به جز حوض در این روستا قلعه قیزلار قالاسی ،قلعه داش کسن میباشند
در شمال این روستا در سینه کوهی ،نشانگاهی با نام اجاق وجود دارد که شجره نامه آن محل دفن بانویی با نام حلیمه خاتون از نوادگان ائمه اطهار وجود دارد که گذشته از فضای معنوی فضای سیاحتی و تفریحی فروانی را به این روستا اضافه کرده است.
اطلاعات تکمیلی و تصاویر مربوطه رو میتوانید در پیج مختص همین روستا تحت عنوان khorasanlu1 در صفحه اینستا.گرام مشاهده نمایید.
نویسنده:khorasanlu1

## جمعیت
این روستا در دهستان صائین‌قلعه قرار دارد و براساس سرشماری مرکز آمار ایران در سال ۱۳۸۵، جمعیت آن ۴۹۲ نفر (۱۳۹خانوار) بوده‌است.